# Булкин, Валентин Александрович
Валентин Александрович Булкин (30 ноября 1937 года — 12 августа 2016) — советский и российский искусствовед, исследователь древнерусского искусства, педагог.

## Биография
Выпускник кафедры истории искусства исторического факультета ЛГУ, затем обучался в аспирантуре. Работал в Государственном музее-заповеднике «Петергоф». С 1973 года до конца дней преподавал на кафедре истории искусства ЛГУ-СПбГУ. В 1975 году защитил кандидатскую диссертацию по теме «Итальянизмы в древнерусском зодчестве XVI века».
С середины 1970-х годов руководил Архитектурно-археологической экспедицией ЛГУ-СПбГУ. Под его руководством исследовано несколько десятков памятников древнерусской архитектуры Киева, Вышгорода, Твери, Торжка, Пскова, Углича, Ростова, Русского Севера.
Значителен вклад В. А. Булкина в изучение древнерусского искусства — им опубликовано около 200 печатных работ.
2010—2016 — организатор и постоянный куратор международной конференции «Актуальные проблемы теории и истории искусства».
Похоронен на Смоленском кладбище в Петербурге.
Брат Василий (1945—2017) — археолог.

## Основные публикации
- Булкин В. А., Чугунов Г. И. Великий Устюг. — Л.: Художник РСФСР, 1978. — 80 с. — (Памятники городов России). — 300 000 экз.
- Булкин В. А., Овсянников О. В. По Неве и Волхову. — Л.: Искусство. Ленингр. отд-ние, 1981. — 168 с. — (Дороги к прекрасному). — 75 000 экз.
- Булкин В. А., Овсянников О. В. Учёный, зодчий, каменщик. — Л.: Лениздат, 1983. — 112 с. — 25 000 экз. (см. Спегальский, Юрий Павлович)
- Булкин В. А. О древнерусской архитектуре: Избранные труды. — СПб.: Каламос, 2012. — 200 с. — 400 экз. — ISBN 978-5-905836-07-7.